# جوديث غروسمان
جوديث غروسمان (بالإنجليزية: Judith Grossman)‏ (1937)؛ روائية أمريكية.